# Обчислювальний датчик

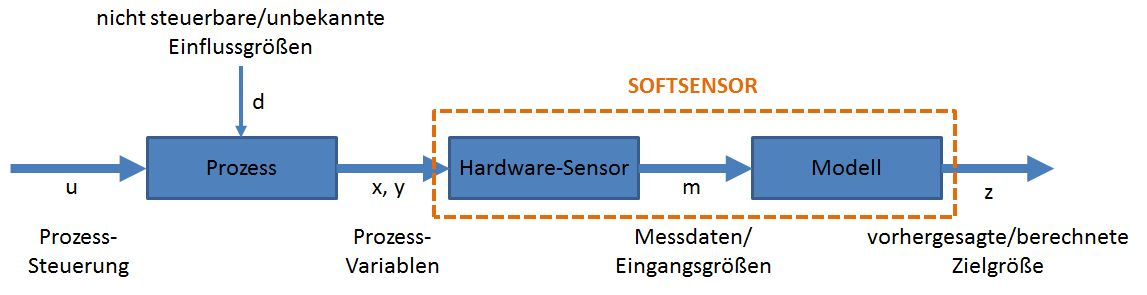
М'який датчик — Soft sensor

Обчислювальний датчик, віртуальний датчик, м'який датчик (англ. Soft sensor) — являє собою загальну назву аналогових або цифрових обчислювальних пристроїв, які обробляють один чи декілька результатів вимірювань (сигналів) разом, і формують за заданою програмою (моделлю) сигнал тієї фізичної величини, яку безпосередньо виміряти недоцільно або неможливо. Зазвичай такі датчики застосовують у теорії і практиці автоматичного управління. Можуть узагальнюватися десятки або навіть сотні вимірювань. Взаємодія сигналів може бути використана для обчислення нових кількостей, які не повинні бути виміряні. Обчислювальні датчики особливо корисні при злитті даних, де вимірювання різних характеристик і динаміки поєднуються. Він може бути використаний для діагностування несправностей, а також додатків управління.